# Rhizogoniales
Rhizogoniales er en orden af mosser. Den omfatter 3 familier, hvoraf to er repræsenteret i Danmark.
| Familier |

- Aulacomniaceae
- Orthodontiaceae
- Rhizogoniaceae